# Sondra van Ert
Sondra van Ert (ur. 9 marca 1964 w Des Moines) – amerykańska snowboardzistka, czterokrotna medalistka mistrzostw świata.

## Kariera
W zawodach Pucharu Świata zadebiutowała 24 listopada 1994 roku w Zell am See, zajmując dziewiąte miejsce w slalomie równoległym (PSL). Tym samym już w swoim debiucie wywalczyła pierwsze pucharowe punkty. Pierwszy raz na podium zawodów tego cyklu stanęła 5 grudnia 1994 roku w Pitztal, kończąc rywalizację w gigancie na trzeciej pozycji. W zawodach tych wyprzedziły ją jedynie Francuzka Karine Ruby i Marcella Boerma  z Holandii. Łącznie 29 razy stawała na podium zawodów PŚ, odnosząc przy tym osiem zwycięstw: 10 lutego 1996 roku w Kanbayashi, 20 stycznia 1999 roku w Gstaad, 30 stycznia 1999 roku w Mont-Sainte-Anne i 19 stycznia 2000 roku w Gstaad była najlepsza w gigancie, 5 marca 1997 roku w Grächen wygrała w snowcrossie, 11 grudnia 1997 roku i 10 grudnia 1998 roku w Whistler wygrywała w supergigancie, a 14 stycznia 2000 roku w Berchtesgaden triumfowała w gigancie równoległym. Najlepsze wyniki osiągnęła w sezonie 1998/1999, kiedy to zajęła drugie miejsce w klasyfikacji generalnej oraz trzecie w klasyfikacjach giganta i snowcrossu. Ponadto w sezonach 1995/1996, 1998/1999 i 2000/2001 zajmowała trzecie miejsce w klasyfikacji giganta.
Jej największym sukcesem jest złoty medal w gigancie wywalczony na mistrzostwach świata w San Candido w 1997 roku. Wyprzedziła tam Karine Ruby i Włoszkę Margheritę Parini. Na rozgrywanych rok wcześniej mistrzostwach świata w Lienzu zdobyła brązowe medale w gigancie i slalomie równoległym. W pierwszej z tych konkurencji lepsze były Ruby i Austriaczka Manuela Riegler, a w drugiej Włoszka Marion Posch i Marcella Boerma. Brązowy medal wywalczyła również na mistrzostwach świata w Berchtesgaden w 1999 roku, gdzie była trzecia w gigancie, za Parini i jej rodaczką, Lidią Trettel. Była też między innymi czwarta w gigancie podczas mistrzostw świata w Madonna di Campiglio w 2001 roku, gdzie walkę o podium przegrała z Włoszką Dagmar Mair unter der Eggen. W 1998 roku wystartowała na igrzyskach olimpijskich w Nagano, gdzie była dwunasta w gigancie. Brała też udział w igrzyskach w Salt Lake City cztery lata później, zajmując 17. miejsce w gigancie równoległym.
W 2004 r. zakończyła karierę.

## Osiągnięcia

### Igrzyska olimpijskie
| Miejsce | Dzień     | Rok  | Miejscowość    | Konkurencja       | Zwyciężczyni   |
| ------- | --------- | ---- | -------------- | ----------------- | -------------- |
| 12.     | 9 lutego  | 1998 | Nagano         | Gigant            | Karine Ruby    |
| 17.     | 15 lutego | 2002 | Salt Lake City | Gigant równoległy | Isabelle Blanc |

### Mistrzostwa świata
| Miejsce | Dzień       | Rok  | Miejscowość          | Konkurencja       | Zwyciężczyni                |
| ------- | ----------- | ---- | -------------------- | ----------------- | --------------------------- |
| 3.      | 26 stycznia | 1996 | Lienz                | Gigant            | Karine Ruby                 |
| 3.      | 28 stycznia | 1996 | Lienz                | Slalom równoległy | Marion Posch                |
| 1.      | 21 stycznia | 1997 | San Candido          | Gigant            | -                           |
| 11.     | 23 stycznia | 1997 | San Candido          | Slalom            | Heidi Renoth                |
| 21.     | 25 stycznia | 1997 | San Candido          | Slalom równoległy | Dagmar Mair unter der Eggen |
| 9.      | 26 stycznia | 1997 | San Candido          | Snowboardcross    | Karine Ruby                 |
| 3.      | 12 stycznia | 1999 | Berchtesgaden        | Gigant            | Margherita Parini           |
| 13.     | 14 stycznia | 1999 | Berchtesgaden        | Gigant równoległy | Isabelle Blanc              |
| 23.     | 15 stycznia | 1999 | Berchtesgaden        | Slalom równoległy | Marion Posch                |
| 7.      | 17 stycznia | 1999 | Berchtesgaden        | Snowboardcross    | Julie Pomagalski            |
| 4.      | 23 stycznia | 2001 | Madonna di Campiglio | Gigant            | Karine Ruby                 |
| 6.      | 24 stycznia | 2001 | Madonna di Campiglio | Gigant równoległy | Ursula Bruhin               |
| 19.     | 26 stycznia | 2001 | Madonna di Campiglio | Slalom równoległy | Karine Ruby                 |
| DNS     | 28 stycznia | 2001 | Madonna di Campiglio | Snowboardcross    | Karine Ruby                 |

### Puchar Świata

#### Miejsca w klasyfikacji generalnej
- sezon 1994/1995: -
- sezon 1995/1996: 6.
- sezon 1996/1997: 2.
- sezon 1997/1998: 25.
- sezon 1998/1999: 10.
- sezon 1999/2000: 15.
- sezon 2000/2001: 9.
- sezon 2001/2002: 19.
- sezon 2002/2003: 24.
- sezon 2003/2004: -

#### Miejsca na podium
1. Pitztal – 5 grudnia 1994 (gigant) - 3. miejsce
2. Mount Bachelor – 8 lutego 1995 (gigant) - 3. miejsce
3. Breckenridge – 15 lutego 1995 (slalom) - 3. miejsce
4. Zell am See – 22 listopada 1995 (gigant) - 3. miejsce
5. Bardonecchia – 9 grudnia 1995 (slalom) - 3. miejsce
6. Kanbayashi – 10 lutego 1996 (gigant) - 1. miejsce
7. Sun Peaks – 1 marca 1996 (gigant) - 3. miejsce
8. Alpine Meadows – 10 marca 1996 (gigant) - 3. miejsce
9. Mount Bachelor – 14 marca 1996 (gigant) - 2. miejsce
10. Whistler – 12 grudnia 1996 (supergigant) - 3. miejsce
11. Sun Peaks – 18 grudnia 1996 (gigant) - 2. miejsce
12. Mont-Sainte-Anne – 1 lutego 1997 (gigant) - 3. miejsce
13. Mount Bachelor – 7 lutego 1997 (gigant) - 2. miejsce
14. Morioka – 19 lutego 1997 (snowcross) - 2. miejsce
15. Grächen – 5 marca 1997 (snowcross) - 1. miejsce
16. Morzine – 14 marca 1997 (gigant) - 2. miejsce
17. Zell am See – 22 listopada 1997 (gigant) - 3. miejsce
18. Whistler – 11 grudnia 1997 (supergigant) - 1. miejsce
19. Whistler – 10 grudnia 1998 (supergigant) - 1. miejsce
20. Mount Bachelor – 15 grudnia 1998 (supergigant) - 3. miejsce
21. Gstaad – 20 stycznia 1999 (gigant) - 1. miejsce
22. Madonna di Campiglio – 25 stycznia 1999 (gigant) - 3. miejsce
23. Mont-Sainte-Anne – 30 stycznia 1999 (gigant) - 1. miejsce
24. Mont-Sainte-Anne – 18 grudnia 1999 (gigant) - 2. miejsce
25. Sestriere – 30 listopada 1999 (gigant równoległy) - 3. miejsce
26. Berchtesgaden – 14 stycznia 2000 (gigant równoległy) - 1. miejsce
27. Gstaad – 19 stycznia 2000 (gigant) - 1. miejsce
28. Mont-Sainte-Anne – 16 grudnia 2000 (gigant) - 2. miejsce
29. Gstaad – 10 stycznia 2001 (gigant) - 3. miejsce

- w sumie 8 zwycięstw, 7 drugich i 14 trzecich miejsc.